# 九龍巴士13B線
九龍巴士13B線是香港九龍一條已停駛的巴士路線。

## 歷史
- 1967年12月23日：路線投入服務，來往觀塘碼頭至秀茂坪（頂）。
- 1969年3月16日：秀茂坪（頂）總站改稱中秀茂坪。
- 1970年7月1日：九巴取消所有市區及荃灣路線的分段收費。
- 1994年3月1日：客量不足，路線取消服務。

## 取消前行車路線
- 觀塘碼頭開途經：偉業街，敬業街，茶果嶺道，鯉魚門道，觀塘道，觀塘站巴士總站，觀塘道，翠屏道，協和街，曉光街，秀明道。

（平日星期一至六早上7:00至9:30及下午5:00後，以及星期日及公眾假期全日，車長可視乎交通情況改行成業街及開源道，不經茶果嶺道及鯉魚門道。）
- 中秀茂坪開途經：秀明道，曉光街，協和街，翠屏道，鯉魚門道，偉發道，茶果嶺道，鯉魚門道，觀塘道，開源道，觀塘碼頭通道。

## 掛牌車
- 丹拿E型：AD7414、AD7415、AD7416、AD7417、AD7418、AD7419、AD7420
- 利蘭珍寶：BS5400、BS5401、BT207、BT208、BT209、BT533、BT534、BT3269、BT3270、BV1612、BW3856
- 丹尼士喝采巴士：CM281、CM9794
- 利蘭奧林比安9.5米：DA491、DB7198、DB8809、DB9253、DC1407、DE2817、DE5313

### 車身廣告
- BT3269（左邊車身：樂華皇宮大酒樓）
- BV1612（車尾引擎室門：Mobil）